# Anton Žlogar
Anton Žlogar est un footballeur international slovène né le 24 novembre 1977 à Izola. Il évoluait au poste de milieu avant de devenir entraîneur.

## Biographie
International slovène, il reçoit 37 sélections en équipe de Slovénie de 1998 à 2009. Il fait partie du groupe slovène lors de l'Euro 2000.

## Palmarès
HIT Gorica
- Vainqueur de la Coupe de Slovénie en 2001.

 Olimpija Ljubljana
- Vainqueur de la Coupe de Slovénie en 2003.

 Anorthosis Famagouste
- Champion de Chypre en 2008.
- Vainqueur de la Coupe de Chypre en 2007.
- Vainqueur de la Supercoupe de Chypre en 2007.

 Omonia Nicosie
- Champion de Chypre en 2010.